# Галензиці
Галензиці (пол. Gałęzice) — село в Польщі, у гміні Пекошув Келецького повіту Свентокшиського воєводства.
Населення — 1137 осіб (2011).
У 1975-1998 роках село належало до Келецького воєводства.

## Демографія
Демографічна структура на день 31 березня 2011 року:
|          | Загалом | Допрацездатний вік | Працездатний вік | Постпрацездатний вік |
| -------- | ------- | ------------------ | ---------------- | -------------------- |
| Чоловіки | 559     | 122                | 378              | 59                   |
| Жінки    | 578     | 135                | 320              | 123                  |
| Разом    | 1137    | 257                | 698              | 182                  |